# Leptochilus hemionitideus
Leptochilus hemionitideus är en stensöteväxtart som först beskrevs av Karel Presl, och fick sitt nu gällande namn av Hans Peter Nooteboom. Leptochilus hemionitideus ingår i släktet Leptochilus och familjen Polypodiaceae. Inga underarter finns listade.